# Apatelodes pervicax
Apatelodes pervicax is een vlinder uit de familie van de Apatelodidae. De wetenschappelijke naam van de soort is, als Zanola percivax, voor het eerst geldig gepubliceerd in 1911 door Paul Dognin.